# Marvin Gaye (zanger)
Marvin Gaye, officieel Marvin Pentz Gay (Washington, 2 april 1939 – Los Angeles, 1 april 1984), was een Amerikaanse rhythm-and-blueszanger. Hij geldt als een van de belangrijkste en invloedrijkste soulzangers, en ontwikkelde een revolutionaire opnamestijl waarbij hij via overdubs niet alleen met zichzelf in duet kon gaan maar ook de harmonieën voor zijn rekening nam. Na een leven waarin hij ondanks zijn artistieke successen steeds meer aan lager wal raakte door drugsgebruik en wangedrag, werd hij doodgeschoten door zijn vader, een predikant.

## Levensloop

### Jaren 60: hitsuccessen

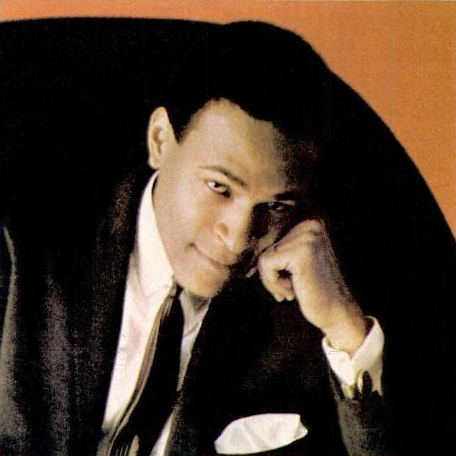
Marvin Gaye in 1965

Gaye was een zoon van dominee Marvin Gay (1914-1998). De "e" voegde hij later aan zijn achternaam toe als eerbetoon aan Sam Cooke. Gaye begon zijn carrière in plaatselijke vocale groepen als de Rainbows, de Marquees en de Moonglows. In 1961 ging hij met zijn vriend Harvey Fuqua mee naar het platenlabel Motown Records van Berry Gordy Jr. in Detroit, aanvankelijk als sessiedrummer. Hij huwde de zuster van Gordy, Anna, die een eigen platenlabel beheerde en veel ouder was dan hij.
Hij had zijn eerste hit in 1962 met Stubborn Kind of Fellow. Gaye groeide in de daaropvolgende jaren uit tot de populairste zanger uit de Motown-stal, met solo-hits als How Sweet It Is (to Be Loved By You), Can I Get a Witness, Ain't That Peculiar, I Heard It through the Grapevine en Abraham, Martin and John. Daarnaast nam hij succesvolle duetten op met de topzangeressen van het label, Mary Wells en Kim Weston (It Takes Two), maar vooral Tammi Terrell (Ain't No Mountain High Enough, Your precious love, You're All I Need to Get By).

### Jaren 70: nieuwe wegen
Toen Tammi Terrell in 1970, na twee jaar van vele operaties, aan een hersentumor overleed, leidde dat tot een depressie bij Gaye. Hij veranderde zijn aanpak volledig en vernieuwde zijn thematiek op de in 1971 door hemzelf geproduceerde lp What's Going On. Los van de hits bevat dit album maatschappijkritische songs als Save the Children, Mercy Mercy Me (The Ecology), Inner City Blues en het titelnummer, die vloeiend in elkaar overgaan. Deze plaat, waarop Gaye ook jazz- en klassieke elementen verwerkte, wilde Berry Gordy aanvankelijk niet uitbrengen. Hij verwachtte er geen commercieel succes van en vreesde dat Gayes imago eronder zou lijden. What's Going On wordt inmiddels als Gayes meesterwerk beschouwd en als een van de invloedrijkste platen in de zwarte Amerikaanse muziek. In 2020 plaatste Rolling Stone Magazine dit album op nummer één van hun lijst The 500 Greatest Albums of All Time.
Gaye sloeg daarop verder nieuwe muzikale paden in. Er volgden een jazzy, hoofdzakelijk instrumentale soundtrack voor de film Trouble Man en een duetplaat Diana & Marvin als resultaat van een moeizaam verlopen samenwerking met Diana Ross. Hij kreeg drugsproblemen en begon met Anna Gordy een vechtscheiding, die pas in 1977 juridisch afgerond was en waarvan de dubbel-lp Here, My Dear de artistieke neerslag is. In 1973 ontmoette hij de 17-jarige Janis (ook gespeld Janice) Hunter. Het was liefde op het eerste gezicht. Allicht met haar in gedachten maakte hij een nieuwe soloplaat, het sterk seksueel geladen Let's Get It On (1973). Hij trouwde vier jaar later met haar in de herfst van 1977. Ondertussen hadden zij twee kinderen, Nona Marvisa en Frankie Christian. Ook dit huwelijk strandde, in 1981, voornamelijk omdat hij het nachtleven en het drugsgebruik niet had kunnen opgeven.

### Jaren 80: België
Gayes carrière raakte steeds verder in het slop. Op 8 juli 1980, toen hij in Londen zou optreden voor prinses Margaret en door haar was uitgenodigd voor een liefdadigheidsdiner vooraf, kwam hij pas opdagen toen bijna alle bezoekers, de prinses als eerste, waren vertrokken. Nadat hij met de LP In Our Lifetime uit 1981 had teruggeblikt verbleef hij onverwachts ruim een jaar in België, in Oostende en Moere in West-Vlaanderen. Over deze periode heeft Richard Olivier twee documentaires gemaakt. In 1982 nam hij voor het platenlabel CBS de lp Midnight Love op met de hit Sexual Healing. De videoclip daarvan werd opgenomen in het Casino-Kursaal van Oostende. Gaye kreeg dat jaar een Grammy Award, die zijn comeback leek in te luiden.
In 1982 moest Marvin Gaye abrupt België verlaten wegens visumproblemen. Hij liet heel wat spullen achter in de kasteelvilla in Moere, waar hij zes maanden gewoond had. Daarbij waren 30 cassettes met 13 uur muziek van zijn hand. Het gaat om 66 muziekstukken, waarvan 38 met zijn stem erop. De eigenaars van de villa bewaarden de cassettes en contacteerden in 2024 de erfgenamen van Gaye om de muziek uit te brengen.

### Einde
In maart 1984 keerde Gaye terug naar zijn familie in de Verenigde Staten. Met zijn vader, die zijn levenswijze sterk afkeurde, had hij het hevig aan de stok gekregen. Op de dag voor zijn vijfenveertigste verjaardag werd hij tijdens een hoogoplopende ruzie door vader Marvin senior doodgeschoten. De aanleiding voor de ruzie zou de financiering van zijn verjaardagsfeest zijn geweest. Gaye liet drie kinderen achter.
Roel Bentz van den Berg concludeerde in NRC Handelsblad: 'Dit dramatische einde betekent dat ook de laatste van de drie grootste soulzangers aller tijden een gewelddadige dood heeft gevonden. Sam Cooke werd doodgeschoten in een motel, Otis Redding verongelukte met een vliegtuig. Alle drie hadden zij een vader die dominee was.'

## Discografie

### Albums
| - The Soulful Moods of Marvin Gaye (1961) - Recorded Live on Stage (1963), livealbum - That Stubborn Kinda Fellow (1963) - When I'm Alone I Cry (1964) - Together (1964), met Mary Wells - Hello Broadway (1964) - How Sweet It Is to Be Loved by You (1965) - A Tribute to the Great Nat King Cole (1965) - Moods of Marvin Gaye (1966) - Take Two (1966), met Kim Weston - In the Groove (1968), in 1969 opnieuw uitgebracht als I Heard It through the Grapevine! | - M.P.G. (1969) - That's the Way Love Is (1970) - What's Going On (1971) - Trouble Man (1971) - Let's Get It On (1973) - Diana & Marvin (1973), met Diana Ross - Marvin Gaye Live! (1974), livealbum - I Want You (1976) - Live at the London Palladium (1977), livealbum - Here, My Dear (1978) - In Our Lifetime (1981) - Midnight Love (1982) |

#### Postuum uitgebrachte albums
- Dream of a Lifetime (1985), verzamelalbum
- Motown Remembers Marvin Gaye (1986), verzamelalbum
- Vulnerable (1997), verzamelalbum
- You're the Man (2019)

### Singles
| Single met eventuele hitnotering(en) in de Nederlandse Top 40 | Datum van verschijnen | Datum van binnenkomst | Hoogste positie | Aantal weken | Opmerkingen                                    |
| ------------------------------------------------------------- | --------------------- | --------------------- | --------------- | ------------ | ---------------------------------------------- |
| It Takes Two                                                  | 1967                  | 25-2-1967             | 15              | 10           | met Kim Weston                                 |
| You're All I Need to Get By                                   | 21-9-1968             |                       | tip             |              | met Tammi Terrell                              |
| I Heard It through the Grapevine                              | 1968                  | 18-1-1969             | 25              | 7            |                                                |
| Too Busy Thinking About My Baby                               | 3-5-1969              |                       | tip             |              |                                                |
| That's the Way Love Is                                        | 27-9-1969             |                       | tip             |              |                                                |
| California Soul                                               | 30-5-1970             |                       | tip             |              | met Tammi Terrell                              |
| Let's Get It On                                               | 1973                  |                       |                 |              |                                                |
| What's Going On                                               | 1973                  |                       |                 |              |                                                |
| You Are Everything                                            | 1974                  | 6-4-1974              | 14              | 9            | met Diana Ross                                 |
| Got to Give It Up                                             | 1977                  | 16-7-1977             | 29              | 4            |                                                |
| Pops We Love You (a Tribute to Father)                        | 24-2-1979             |                       | tip             |              | met Smokey Robinson, Stevie Wonder, Diana Ross |
| Sexual Healing                                                | 1982                  | 27-11-1982            | 3               | 10           |                                                |
| My love Is Waiting                                            | 5-2-1983              |                       | tip             |              |                                                |
| I Heard It through the Grapevine                              | 1968                  | 7-6-1986              | 18              | 6            |                                                |

### NPO Radio 2 Top 2000
| Nummers met noteringen in de NPO Radio 2 Top 2000 | '99  | '00  | '01  | '02  | '03 | '04 | '05 | '06 | '07 | '08 | '09 | '10 | '11 | '12 | '13 | '14 | '15  | '16  | '17  | '18  | '19  | '20  | '21  | '22  | '23  | '24  |
| ------------------------------------------------- | ---- | ---- | ---- | ---- | --- | --- | --- | --- | --- | --- | --- | --- | --- | --- | --- | --- | ---- | ---- | ---- | ---- | ---- | ---- | ---- | ---- | ---- | ---- |
| Ain't No Mountain High Enough (met Tammi Terrell) | -    | -    | -    | -    | -   | -   | -   | -   | -   | -   | -   | -   | -   | -   | -   | -   | 1878 | -    | 1831 | 1314 | 1459 | 1418 | 1667 | 1876 | 1721 | 1799 |
| I Heard It Through the Grapevine                  | 583  | 859  | 726  | 840  | 837 | 579 | 823 | 714 | 924 | 743 | 675 | 710 | 515 | 653 | 488 | 518 | 790  | 895  | 826  | 932  | 1230 | 1260 | 1316 | 1541 | 1634 | 1755 |
| It Takes Two (met Kim Weston)                     | 1920 | 1839 | -    | -    | -   | -   | -   | -   | -   | -   | -   | -   | -   | -   | -   | -   | -    | -    | -    | -    | -    | -    | -    | -    | -    | -    |
| Let's Get It On                                   | -    | -    | -    | -    | -   | -   | -   | -   | -   | -   | -   | -   | -   | -   | -   | -   | 1184 | 1193 | 1062 | 1209 | 1996 | 1798 | 1978 | -    | -    | -    |
| Sexual Healing                                    | 589  | 931  | 1055 | 1202 | 903 | 588 | 774 | 569 | 871 | 699 | 823 | 674 | 742 | 790 | 742 | 710 | 839  | 877  | 836  | 859  | 1231 | 989  | 1382 | 1457 | 1587 | 1758 |
| What's Going On                                   | -    | -    | -    | -    | 321 | 297 | 509 | 219 | 212 | 284 | 200 | 268 | 246 | 264 | 264 | 268 | 324  | 464  | 167  | 219  | 512  | 400  | 467  | 541  | 541  | 687  |

1. ↑  Een '-' betekent dat het nummer niet was genoteerd en een vetgedrukt getal geeft de hoogste notering van een nummer aan.

- Bibsys: 56424
- Biblioteca Nacional de Chile: 000680993
- Biblioteca Nacional de España: XX875558
- Bibliothèque nationale de France: cb13894357k (data)
- CiNii: DA1649204X
- Digitale Bibliotheek voor de Nederlandse Letteren: gaye001
- Gemeinsame Normdatei: 11929821X
- International Standard Name Identifier: 0000 0000 8379 7238
- Library of Congress Control Number: n84164416
- Nationale Bibliotheek van Letland: 000053597
- MusicBrainz: afdb7919-059d-43c1-b668-ba1d265e7e42
- Bibliotheek van het Japanse parlement: 00620716
- Nationale Bibliotheek van Tsjechië: xx0020271
- Nationale bibliotheek van Australië: 35268841
- Nationale Bibliotheek van Israël: 987007317417805171
- Nationale Bibliotheek van Polen: a0000003734542
- Nationale en Universitaire bibliotheek Zagreb: 000135058
- Nederlandse Thesaurus van Auteursnamen: 070797706
- Istituto Centrale per il Catalogo Unico: UBOV510268
- SNAC: w6s866t7
- Système universitaire de documentation: 078057736
- Trove: 890459
- Virtual International Authority File: 46946447
- WorldCat: E39PBJbGRbgjXDCGQBw6cQ3bBP